# Marc Antoni Polemó
Polemó (grec antic: Πολέμων), conegut també pel seu nom romà Marc Antoni Polemó (grec antic: Μάρκος Αντώνιος Πολέμων, llatí: Marcus Antonius Polemon) va ser un sofista i retòric grec que va florir sota Trajà i Hadrià, i encara després d'aquest.
Filòstrat dona una biografia seva prou extensa. Va néixer en una família de rang consular de Laodicea del Licos, però va viure la major part de la seva vida a Esmirna, on va rebre diversos honors locals de ben molt jove, a canvi dels quals va usar la seva influència davant dels emperadors per a aconseguir beneficis per la ciutat. Va ser deixeble de Timòcrates, Escopelià, Dió Crisòstom i Apol·lòfanes. Publi Eli Aristides va ser deixeble seu, potser el més destacat. Els oradors més importants contemporanis seus eren Herodes Àtic, Marc Bizantí, Dionís de Milet i Favorí d'Arle, que era el seu principal rival. Entre els seus imitadors en èpoques posteriors, destaca Gregori de Nazianz. El seu estil d'oratòria era més imponent que agradable, i el seu caràcter era arrogant i reservat. Durant la darrera part de la seva vida es va veure tan afectat per la gota que es va deixar morir de gana, tancat a la tomba dels seus avantpassats a Laodicea, poc després de l'any 143, a 65 anys.
Les úniques obres preservades de Polemó són una oració funerària per Cinègir i per Cal·límac, generals grecs morts a la batalla de Marató l'any 490 aC. Filòstrat menciona diverses composicions retòriques, principalment sobre història atenesa; a tall d'exemple, Hadrià li va encarregar un discurs per l'obertura del temple del Zeus Olímpic a Atenes l'any 135. Per altra banda, també es conserva un tractat seu de fisiognomia en una traducció a l'àrab del segle xiv.